# Urash Corona
 (juillet 2018).
Urash Corona est une corona, formation géologique en forme de couronne, située sur la planète Vénus par 43,2° N et 282° E. Elle est localisée dans le quadrangle de Beta Regio. Elle a été nommée en référence à Urash, déesse de la terre sumérienne-akkadienne, épouse du dieu du ciel Anu.

## Géographie et géologie
Urash Corona couvre une surface circulaire d'environ 360 km de diamètre. 